# Innes Ireland
Robert McGregor Innes Ireland (* 12. Juni 1930 in Kirkcudbright, Schottland; † 23. Oktober 1993 in Reading, Berkshire) war ein britischer Automobilrennfahrer. Zwischen 1959 und 1966 startete er zu insgesamt 50 Grand-Prix-Rennen in der Formel 1, von denen er eines gewann.

## Karriere
Ireland war der Sohn eines schottischen Tierarztes. Er wurde zwar in Yorkshire geboren, zog aber bereits in seiner Jugend mit der Familie zurück nach Schottland. Seine Ausbildung zum Ingenieur schloss er bei Rolls-Royce ab, für die er zuerst in Glasgow und später in London arbeitete. Anfang der 1950er Jahre diente er im Regiment King’s Own Scottish Borderers am Suezkanal.

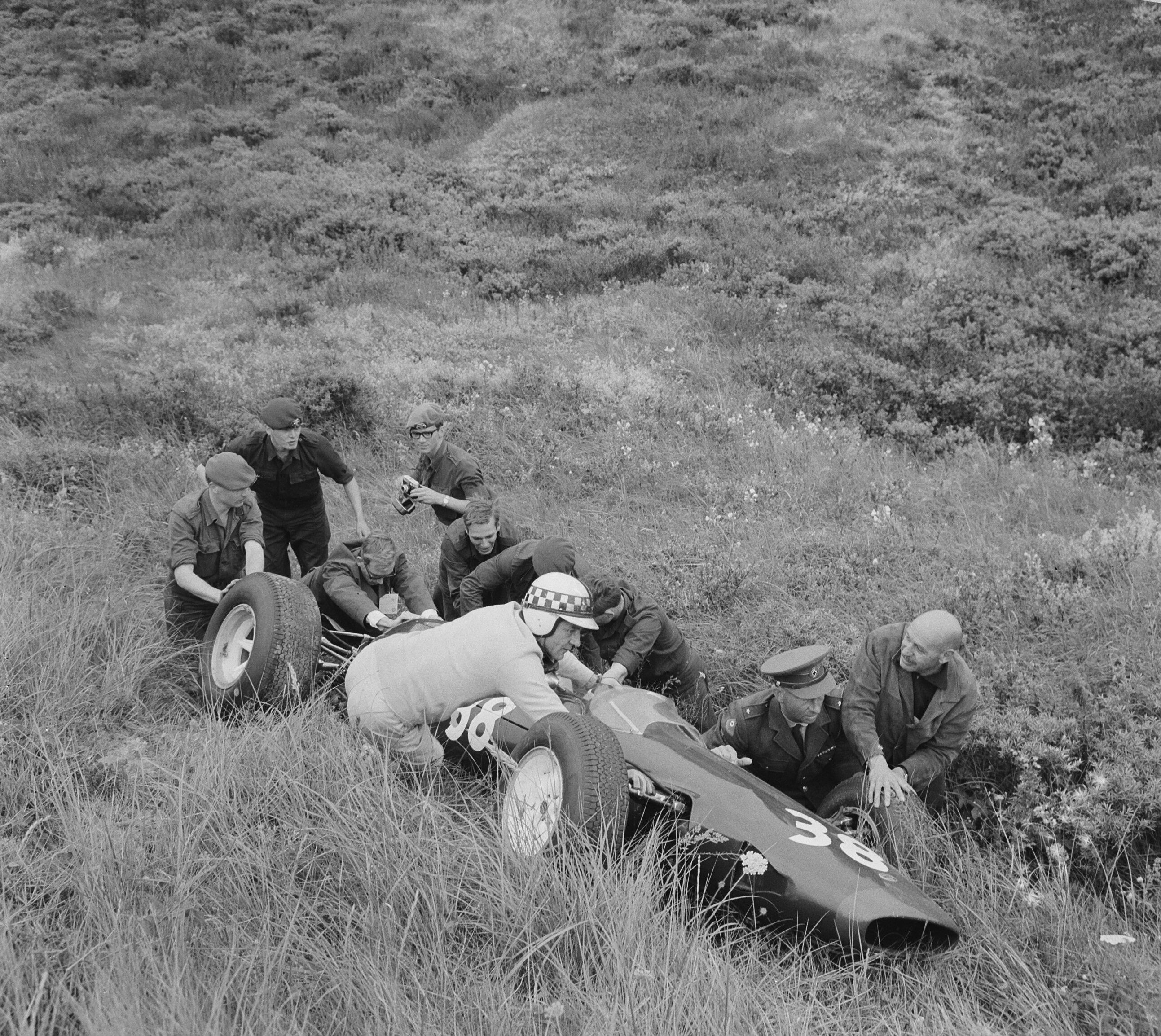
Innes Ireland und einige Streckenposten schieben den Lotus 25 nach einem Ausritt im Training zum Großen Preis der Niederlande 1965 zurück auf die Fahrbahn

Sein Formel-1-Debüt gab er beim Großen Preis der Niederlande in der Saison 1959 mit dem Lotus-Team. Von 1959 bis 1962 startete Ireland in 28 Grand Prix für Lotus. Nachdem er in Monte Carlo im Training einen schweren Unfall hatte und mehrere Wochen pausieren musste, errang er für Lotus beim Großen Preis der USA 1961 seinen ersten Grand-Prix-Sieg, der auch der einzige in seiner Karriere blieb.
1963 bis 1964 fuhr er mit mäßigem Erfolg 14 Rennen für das Team British Racing Partnership (BRP). Seine besten Platzierungen waren zwei vierte Plätze 1963 beim Großen Preis der Niederlande und dem Großen Preis von Italien.
In der Saison 1965 startete er in sieben Rennen für das Reg-Parnell-Racing-Team mit einem Lotus-B.R.M., kam aber bei lediglich bei drei Rennen ins Ziel. Seine letzten beiden Formel-1-WM-Rennen absolvierte er mit einem B.R.M. 1966 für das Bernard White-Team. Beide Rennen endeten jedoch vorzeitig mit technischen Defekten.
Insgesamt erreichte Innes Ireland 47 WM-Punkte bei 50 Grand-Prix-Rennen. Er gewann einen Grand Prix und fuhr einmal die schnellste Rennrunde (beim Großen Preis von Belgien 1960).
Sein letztes offizielles Rennen fuhr er beim Daytona 500 im Jahr 1967. Später arbeitete er als Journalist für das American Road & Track magazine, schrieb seine Autobiographie mit dem Titel All Arms and Elbows und war Präsident des British Racing Drivers’ Club.

## Persönliches
Am 30. Oktober 1954 heiratete Innes Ireland die Lehrerin Norma Thomas, aus dieser Ehe gingen zwei Töchter hervor. 1967 erfolgte die Scheidung. Ebenfalls im Jahre 1967 gab er Edna Humphries das Ja-Wort. Am 11. Juni 1993 heiratete er Jean Mander, geborene Howarth, ein ehemaliges Model. Mander war mit Mike Hawthorn verlobt, als er 1959 ums Leben kam.
Ireland hatte einen Sohn, der 1992 starb. 
Am 23. Oktober 1993 verstarb Innes Ireland an Krebs.

## Statistik

### Statistik in der Automobil-Weltmeisterschaft

#### Grand-Prix-Siege
- 1961  Großer Preis der USA (Watkins Glen)

#### Gesamtübersicht
| Saison | Team                       | Chassis     | Motor         | Rennen | Siege | Zweiter | Dritter | Poles | schn. Rennrunden | Punkte | WM-Pos. |
| ------ | -------------------------- | ----------- | ------------- | ------ | ----- | ------- | ------- | ----- | ---------------- | ------ | ------- |
| 1959   | Team Lotus                 | Lotus 16    | Climax 2.5 L4 | 6      | −     | −       | −       | −     | −                | 5      | 14.     |
| 1960   | Team Lotus                 | Lotus 18    | Climax 2.5 L4 | 8      | −     | 2       | 1       | −     | 1                | 18     | 4.      |
| 1961   | Team Lotus                 | Lotus 21    | Climax 1.5 L4 | 5      | 1     | −       | −       | −     | −                | 12     | 6.      |
| 1961   | Team Lotus                 | Lotus 18/21 | Climax 1.5 L4 | 1      | −     | −       | −       | −     | −                | 12     | 6.      |
| 1962   | UDT Laystall Racing Team   | Lotus 24    | Climax 1.5 V8 | 8      | −     | −       | −       | −     | −                | 2      | 16.     |
| 1963   | British Racing Partnership | Lotus 24    | BRM 1.5 V8    | 2      | −     | −       | −       | −     | −                | 6      | 9.      |
| 1963   | British Racing Partnership | BRP Mk1     | BRM 1.5 V8    | 5      | −     | −       | −       | −     | −                | 6      | 9.      |
| 1964   | British Racing Partnership | BRP Mk2     | BRM 1.5 V8    | 7      | −     | −       | −       | −     | −                | 4      | 14.     |
| 1965   | Reg Parnell Racing         | Lotus 25    | BRM 1.5 V8    | 4      | −     | −       | −       | −     | −                | −      | NC      |
| 1965   | Reg Parnell Racing         | Lotus 33    | BRM 1.5 V8    | 2      | −     | −       | −       | −     | −                | −      | NC      |
| 1966   | Bernard White Racing       | BRM P261    | BRM 1.9 V8    | 2      | −     | −       | −       | −     | −                | −      | NC      |
| Gesamt | Gesamt                     | Gesamt      | Gesamt        | 50     | 1     | 2       | 1       | −     | 1                | 47     |         |

#### Einzelergebnisse
| Saison | 1   | 2   | 3   | 4   | 5   | 6   | 7   | 8   | 9   | 10 |
| ------ | --- | --- | --- | --- | --- | --- | --- | --- | --- | -- |
| 1959   |     |     |     |     |     |     |     |     |     |    |
|        |     | 4   | DNF |     | DNF | DNF | DNF | 5   |     |    |
| 1960   |     |     |     |     |     |     |     |     |     |    |
| 6      | 9   |     | 2   | DNF | 7   | 3   | 6   |     | 2   |    |
| 1961   |     |     |     |     |     |     |     |     |     |    |
| DNS    |     | DNF | 4   | 10  | DNF | DNF | 1   |     |     |    |
| 1962   |     |     |     |     |     |     |     |     |     |    |
| DNF    | DNF | DNF | DNF | 16  |     | DNF | 8   | 5   |     |    |
| 1963   |     |     |     |     |     |     |     |     |     |    |
| DNF    | DNF | 4   | 9   | DNF | DNF | 4   |     |     |     |    |
| 1964   |     |     |     |     |     |     |     |     |     |    |
| DNS    |     | 10  | DNF | 10  |     | 5   | 5   | DNF | 12  |    |
| 1965   |     |     |     |     |     |     |     |     |     |    |
|        |     | 13  | DNF | DNF | 10  |     | 9   | DNF | DNS |    |
| 1966   |     |     |     |     |     |     |     |     |     |    |
|        |     |     |     |     |     |     | DNF | DNF |     |    |

| Legende  | Legende            | Legende                                                          |
| Farbe    | Abkürzung          | Bedeutung                                                        |
| -------- | ------------------ | ---------------------------------------------------------------- |
| Gold     | –                  | Sieg                                                             |
| Silber   | –                  | 2. Platz                                                         |
| Bronze   | –                  | 3. Platz                                                         |
| Grün     | –                  | Platzierung in den Punkten                                       |
| Blau     | –                  | Klassifiziert außerhalb der Punkteränge                          |
| Violett  | DNF                | Rennen nicht beendet (did not finish)                            |
| Violett  | NC                 | nicht klassifiziert (not classified)                             |
| Rot      | DNQ                | nicht qualifiziert (did not qualify)                             |
| Rot      | DNPQ               | in Vorqualifikation gescheitert (did not pre-qualify)            |
| Schwarz  | DSQ                | disqualifiziert (disqualified)                                   |
| Weiß     | DNS                | nicht am Start (did not start)                                   |
| Weiß     | WD                 | zurückgezogen (withdrawn)                                        |
| Hellblau | PO                 | nur am Training teilgenommen (practiced only)                    |
| Hellblau | TD                 | Freitags-Testfahrer (test driver)                                |
| ohne     | DNP                | nicht am Training teilgenommen (did not practice)                |
| ohne     | INJ                | verletzt oder krank (injured)                                    |
| ohne     | EX                 | ausgeschlossen (excluded)                                        |
| ohne     | DNA                | nicht erschienen (did not arrive)                                |
| ohne     | C                  | Rennen abgesagt (cancelled)                                      |
| ohne     | keine WM-Teilnahme |                                                                  |
| sonstige | P/fett             | Pole-Position                                                    |
| sonstige | 1/2/3/4/5/6/7/8    | Punktplatzierung im Sprint-/Qualifikationsrennen                 |
| sonstige | SR/kursiv          | Schnellste Rennrunde                                             |
| sonstige | *                  | nicht im Ziel, aufgrund der zurückgelegten Distanz aber gewertet |
| sonstige | ()                 | Streichresultate                                                 |
| sonstige | unterstrichen      | Führender in der Gesamtwertung                                   |

### Le-Mans-Ergebnisse
| Jahr | Team                      | Fahrzeug           | Teamkollege    | Platzierung | Ausfallgrund       |
| ---- | ------------------------- | ------------------ | -------------- | ----------- | ------------------ |
| 1958 | Team Lotus Engineering    | Lotus 11           | Michael Taylor | Ausfall     | Verteiler          |
| 1959 | Ecurie Ecosse             | Jaguar D-Type      | Masten Gregory | Ausfall     | Motorschaden       |
| 1962 | UDT Laystall Racing Team  | Ferrari 250 GTO    | Masten Gregory | Ausfall     | Batterie           |
| 1963 | Aston Martin Lagonda      | Aston Martin DP215 | Bruce McLaren  | Ausfall     | Kolbenschaden      |
| 1964 | Maranello Concessionaires | Ferrari 250 GTO    | Tony Maggs     | Rang 6      |                    |
| 1965 | Ford Advanced Vehicles    | Ford GT40 Mk.I     | John Whitmore  | Ausfall     | Zylinder überhitzt |
| 1966 | F.R. English Ltd.         | Ford GT40          | Jochen Rindt   | Ausfall     | Motorschaden       |

### Sebring-Ergebnisse
| Jahr | Team                       | Fahrzeug                  | Teamkollege     | Teamkollege  | Teamkollege    | Platzierung     | Ausfallgrund       |
| ---- | -------------------------- | ------------------------- | --------------- | ------------ | -------------- | --------------- | ------------------ |
| 1962 | North American Racing Team | Ferrari 250 TRI/61        | Stirling Moss   | John Fulp    | Fernand Tavano | Disqualifiziert |                    |
| 1963 | Rosebud Racing Team        | Ferrari 250 GTO           | Richie Ginther  |              |                | Rang 6          |                    |
| 1966 | Peter Sutcliffe            | Ford GT40                 | Peter Sutcliffe |              |                | Ausfall         | Zylinder überhitzt |
| 1969 | Algar Enterprises Inc.     | Lancia Fulvia Coupé 1,6HF | Mike Tillson    | Howard Hanna |                | Rang 27         |                    |

### Einzelergebnisse in der Sportwagen-Weltmeisterschaft
| Saison | Team                                                                    | Rennwagen                                                                          | 1   | 2   | 3   | 4   | 5   | 6   | 7   | 8   | 9   | 10  | 11  | 12  | 13  | 14  | 15  | 16  | 17  | 18  | 19  | 20  | 21  | 22  |
| ------ | ----------------------------------------------------------------------- | ---------------------------------------------------------------------------------- | --- | --- | --- | --- | --- | --- | --- | --- | --- | --- | --- | --- | --- | --- | --- | --- | --- | --- | --- | --- | --- | --- |
| 1957   | Lotus                                                                   | Lotus Eleven                                                                       | BUA | SEB | MIM | NÜR | LEM | KRI | CAR |     |     |     |     |     |     |     |     |     |     |     |     |     |     |     |
| 1957   | Lotus                                                                   | Lotus Eleven                                                                       |     |     | 18  |     |     |     |     |     |     |     |     |     |     |     |     |     |     |     |     |     |     |     |
| 1958   | Lotus Ecurie Ecosse                                                     | Lotus Eleven Jaguar D-Type                                                         | BUA | SEB | TAR | NÜR | LEM | RTT |     |     |     |     |     |     |     |     |     |     |     |     |     |     |     |     |
| 1958   | Lotus Ecurie Ecosse                                                     | Lotus Eleven Jaguar D-Type                                                         |     |     |     |     | DNF | 5   |     |     |     |     |     |     |     |     |     |     |     |     |     |     |     |     |
| 1959   | Ecurie Ecosse                                                           | Lister Monza Jaguar D-Type Lotus 17                                                | SEB | TAR | NÜR | LEM | RTT |     |     |     |     |     |     |     |     |     |     |     |     |     |     |     |     |     |
| 1959   | Ecurie Ecosse                                                           | Lister Monza Jaguar D-Type Lotus 17                                                |     |     | DNF | DNF | DNF |     |     |     |     |     |     |     |     |     |     |     |     |     |     |     |     |     |
| 1962   | UDT-Laystall BMC NART Abarth                                            | Ferrari 250 GT Austin-Healey Sprite Ferrari 250TR Ferrari 250 GTO Fiat-Abarth 1000 | DAY | SEB | SEB | MAI | TAR | BER | NÜR | LEM | TAV | CCA | RTT | NÜR | BRI | BRI | PAR |     |     |     |     |     |     |     |
| 1962   | UDT-Laystall BMC NART Abarth                                            | Ferrari 250 GT Austin-Healey Sprite Ferrari 250TR Ferrari 250 GTO Fiat-Abarth 1000 | DNF | 7   | DNF | 2   |     |     |     | DNF |     |     | 1   |     |     |     |     |     |     |     |     |     |     |     |
| 1963   | Rosebud Racing Team Aston Martin                                        | Ferrari 250 GTO Aston Martin DP215                                                 | DAY | SEB | SEB | TAR | SPA | MAI | NÜR | CON | ROS | LEM | MON | WIS | TAV | FRE | CCE | RTT | OVI | NÜR | MON | MON | TDF | BRI |
| 1963   | Rosebud Racing Team Aston Martin                                        | Ferrari 250 GTO Aston Martin DP215                                                 | DNF |     | 6   |     |     |     |     |     |     | DNF |     |     |     |     |     | 7   |     |     |     |     |     |     |
| 1964   | Carroll Shelby International Maranello Concessionaires                  | Shelby Cobra Ferrari 275P Shelby Daytona Ferrari 250 GTO                           | DAY | SEB | TAR | MON | SPA | CON | NÜR | ROS | LEM | REI | FRE | CCE | RTT | SIM | NÜR | MON | TDF | BRI | BRI | PAR |     |     |
| 1964   | Carroll Shelby International Maranello Concessionaires                  | Shelby Cobra Ferrari 275P Shelby Daytona Ferrari 250 GTO                           |     |     | DNF |     | 15  |     | DNF |     | 6   | DNF |     |     | 6   |     |     |     |     |     |     |     |     |     |
| 1965   | Maranello Concessionaires Ford John Willment                            | Ferrari 250LM Ford GT40 Shelby Cobra                                               | DAY | SEB | BOL | MON | MON | RTT | TAR | SPA | NÜR | MUG | ROS | LEM | REI | BOZ | FRE | CCE | OVI | NÜR | BRI | BRI |     |     |
| 1965   | Maranello Concessionaires Ford John Willment                            | Ferrari 250LM Ford GT40 Shelby Cobra                                               |     |     |     |     | 6   |     |     |     |     |     |     | DNF | DNF |     |     |     |     |     |     |     |     |     |
| 1966   | Drummond Racing Organisation Peter Sutcliffe Fred English Bernard White | Ferrari 250LM Ford GT40                                                            | DAY | SEB | MON | TAR | SPA | NÜR | LEM | MUG | CCE | HOK | SIM | NÜR | ZEL |     |     |     |     |     |     |     |     |     |
| 1966   | Drummond Racing Organisation Peter Sutcliffe Fred English Bernard White | Ferrari 250LM Ford GT40                                                            | DNF | DNF | DNF |     | 5   | DNF | DNF |     |     |     |     |     | 10  |     |     |     |     |     |     |     |     |     |
| 1969   | Algar Enterprises Inc.                                                  | Lancia Fulvia                                                                      | DAY | SEB | BRH | MON | TAR | SPA | NÜR | LEM | WAT | ZEL |     |     |     |     |     |     |     |     |     |     |     |     |
| 1969   | Algar Enterprises Inc.                                                  | Lancia Fulvia                                                                      | 27  |     |     |     |     |     |     |     |     |     |     |     |     |     |     |     |     |     |     |     |     |     |